# Kempton Bunton
Kempton Bunton (Newcastle-upon-Tyne, 14 giugno 1904 – Newcastle-upon-Tyne, aprile 1976) è stato un criminale inglese, noto per aver trafugato il dipinto Ritratto del Duca di Wellington di Francisco Goya dalla National Gallery di Londra nel 1961.
La storia di Bunton e del dipinto è stata oggetto del dramma della BBC Radio 4 dell'ottobre 2015 Kempton and the Duke ed è stata raccontata nel film Il ritratto del duca del 2020.

## Il furto alla National Gallery
Secondo il suo racconto, Bunton aveva appreso, da conversazioni con le guardie della National Gallery, che il complesso sistema di sicurezza con rilevatori a infrarossi ed allarmi era stato disattivato la mattina presto per consentire le pulizie. Bunton affermò che la mattina presto del 21 agosto 1961 era riuscito ad entrare nel museo attraverso una finestra del bagno, forzando il chiavistello per rimuovere il dipinto incorniciato dalla mostra, e fuggì da quella stessa finestra.
Inizialmente, la polizia ha ipotizzato che il responsabile fosse un esperto ladro d'arte. Pochi giorni dopo il furto, la Reuters ha ricevuto una lettera anonima in cui si chiedeva un'indennità di 140.000 sterline in beneficenza e un'amnistia per il ladro in cambio della restituzione del dipinto. La richiesta fu respinta.
Il presunto furto di Bunton e la scomparsa dell'opera di Goya sono entrati a far parte della cultura popolare. Nel film di James Bond del 1962 Agente 007 - Licenza di uccidere, il dipinto è esposto nella tana del Dottor No. L'attore protagonista Sean Connery si ferma davanti ad esso. L'episodio 6 della seconda stagione di The Goodies fa riferimento ad alcuni aspetti del caso.
Un fascicolo degli Archivi Nazionali, reso pubblico solo nel 2012, ha rivelato che il figlio di Bunton, John, aveva confessato il furto nel 1969.